# Форест-Гіллс (Мічиган)
Форест-Гіллс (англ. Forest Hills) — переписна місцевість (CDP) в США, в окрузі Кент штату Мічиган. Населення — 28 573 особи (2020).

## Географія
Форест-Гіллс розташований за координатами 42°57′37″ пн. ш. 85°29′23″ зх. д. / 42.96028° пн. ш. 85.48972° зх. д. (42.960163, -85.489854).  За даними Бюро перепису населення США в 2010 році переписна місцевість мала площу 131,58 км², з яких 127,61 км² — суходіл та 3,97 км² — водойми.

## Демографія
Згідно з переписом 2010 року, у переписній місцевості мешкало 25 867 осіб у 8989 домогосподарствах у складі 7467 родин. Густота населення становила 197 осіб/км².  Було 9358 помешкань (71/км²).
Расовий склад населення:
| - 93,4 % — білих - 3,4 % — азіатів - 1,2 % — чорних або афроамериканців - 0,2 % — корінних американців |

До двох чи більше рас належало 1,3 %. Частка іспаномовних становила 1,7 % від усіх жителів.
За віковим діапазоном населення розподілялося таким чином: 30,1 % — особи молодші 18 років, 58,7 % — особи у віці 18—64 років, 11,2 % — особи у віці 65 років та старші. Медіана віку мешканця становила 41,2 року. На 100 осіб жіночої статі у переписній місцевості припадало 98,0 чоловіків;  на 100 жінок у віці від 18 років та старших — 95,7 чоловіків також старших 18 років.
Середній дохід на одне домашнє господарство  становив 156 083 долари США (медіана — 117 740), а середній дохід на одну сім'ю — 171 658 доларів (медіана — 125 877). Медіана доходів становила 85 078 доларів для чоловіків та 66 202 долари для жінок. За межею бідності перебувало 1,8 % осіб, у тому числі 1,9 % дітей у віці до 18 років та 3,1 % осіб у віці 65 років та старших.
Цивільне працевлаштоване населення становило 13 002 особи. Основні галузі зайнятості: освіта, охорона здоров'я та соціальна допомога — 31,7 %, виробництво — 16,0 %, науковці, спеціалісти, менеджери — 12,6 %, роздрібна торгівля — 10,2 %.